# The Lion and the Cobra
Albums de Sinéad O'Connor
I Do Not Want What I Haven't Got
(1990)
The Lion and the Cobra est le premier album de l'autrice-compositrice-interprète irlandaise Sinéad O'Connor. Il est sorti en 1987 sur le label Ensign Records (en).

## Fiche technique

### Chansons
Toutes les chansons sont écrites et composées par Sinéad O'Connor, sauf mention contraire.
| No | Titre                       | Auteur                                                                 | Durée |
| -- | --------------------------- | ---------------------------------------------------------------------- | ----- |
| 1. | Jackie                      |                                                                        | 2:28  |
| 2. | Mandinka                    |                                                                        | 3:46  |
| 3. | Jerusalem                   | Sinéad O'Connor, Ali McMordie (en), Mike Clowes, John Reynolds (en)    | 4:20  |
| 4. | Just Like U Said It Would B | Sinéad O'Connor, Steve Wickham                                         | 4:32  |
| 5. | Never Get Old               |                                                                        | 4:39  |
| 6. | Troy                        |                                                                        | 6:34  |
| 7. | I Want Your (Hands on Me)   | Sinéad O'Connor, Mike Clowes, John Reynolds, Rob Dean, Spike Holifield | 4:41  |
| 8. | Drink Before the War        |                                                                        | 5:25  |
| 9. | Just Call Me Joe            | Sinéad O'Connor, Kevin Mooney (en), Leslie Winer (en)                  | 5:51  |

### Musiciens
- Sinéad O'Connor : chant, guitare électrique, arrangements
- Marco Pirroni : guitare électrique, guitare acoustique
- Richard Holifield : basse
- Rob Dean : guitare électrique, guitare acoustique
- John Reynolds (en) : batterie, programmation
- Mike Clowes : synthétiseur, claviers, arrangement des cordes
- Kevin Mooney (en) : guitare, basse
- Gavyn Wright : chef d'orchestre
- Enya : voix
- Leslie Winer (en) : voix

### Équipe technique
- Sinéad O'Connor : production, mixage
- Kevin Moloney : production, ingénieur du son, mixage
- Fachtna Ó Ceallaigh : mixage
- Terence Morris : mixage
- Lloyd Phillips : mixage
- Chris Birkett : mixage
- Jack Adams : mastering
- Kate Garner (en) : photographie
- Kim Bowen : photographie
- John Maybury : direction artistique, pochette
- Steve Horse : direction artistique, pochette